# Rhogepeolus mourei
Rhogepeolus mourei är en biart som beskrevs av Roig-alsina 1996. Rhogepeolus mourei ingår i släktet Rhogepeolus och familjen långtungebin. Inga underarter finns listade i Catalogue of Life.